# Kukawa

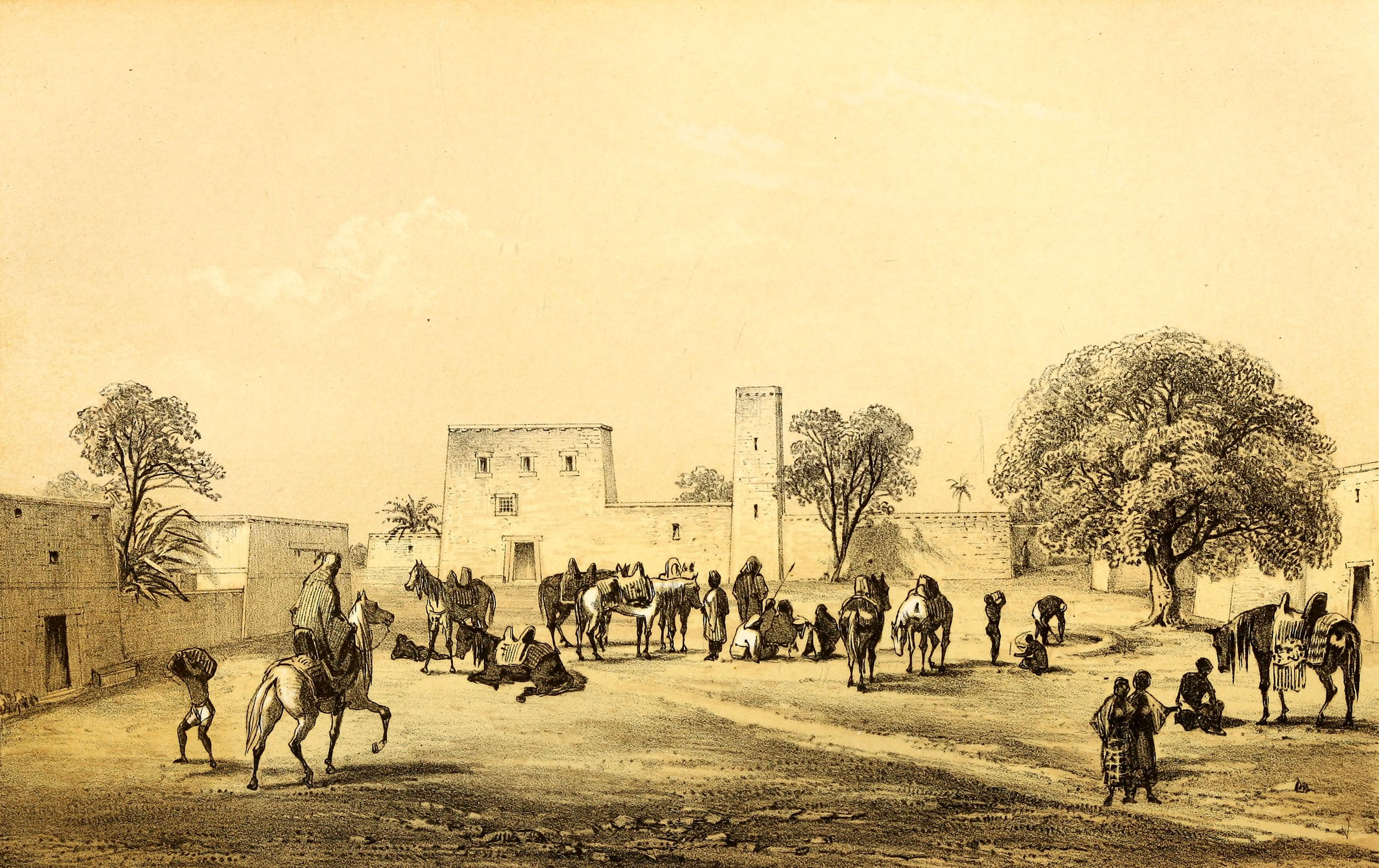
Het Dendal (hoofdplein) in Kukawa, April 1851, een tekening in 1857 gepubliceerd in Heinrich Barths Travels and Discoveries in North and Central Africa: being a Journal of an Expedition undertaken under the Auspices of H.B.M.’s Government, in the Years 1849–1855 (Volume 2)

Kukawa (voorheen Kuka) is een plaats en LGA in het noordoosten van de Nigeriaanse staat Borno, vlak bij het Tsjaadmeer. De plaats ligt in het middelste gedeelte van de geografische regio Soedan. Volgens een verhaal is de plaats vernoemd naar de apenbroodboom (Adansonia digitata), in de Hausa-taal "Kuka".
Naast Kukawa omvat de Kukawa Local Government Area de plaatsen Cross Kauwa en Baga. Het is een van de zestien LGA's die het emiraat Borno vormen, een traditionele staat in de Nigeriaanse staat Borno.
De LGA Kukawa telde in 2016 naar schatting 285.700 inwoners op een oppervlakte van 4.842 km².

## Geschiedenis
De plaats is in 1814 gesticht als nieuwe hoofdstad van het rijk Bornu door de moslimgeleerde en krijgsheer Muhammad al-Amin al-Kanemi, na de val van de voormalige hoofdstad Ngazargamu. De stad was van groot strategisch belang, aangezien het een van de zuidelijke eindstations is van de Transsaharahandelsroutes naar Tripoli. De stad werd in 1851 bezocht door de Duitse ontdekkingsreiziger Heinrich Barth, die vanuit Tripoli arriveerde om handelsmogelijkheden met Europa te onderzoeken en Afrika te verkennen. In 1870 en 1872 maakte de Duitse ontdekkingsreiziger Gustav Nachtigal twee reizen naar Kukawa. Hij beschreef de stad in zijn brieven aan zijn familie in Duitsland. Later in 1892 werd de stad weer bezocht door de Franse ontdekkingsreiziger Parfait-Louis Monteil, die de grenzen controleerde tussen de gebieden van West-Afrika die toegewezen waren aan de Fransen en de Britten. De stad werd in 1893 veroverd en geplunderd door de Soedanese krijgsheer Rabih az-Zubayr en vervolgens in 1902 door de Britten.
In het verleden was de stad veel groter dan nu, met in de late negentiende eeuw een door de Britten geschatte bevolking van tussen 50.000 en 60.000 personen. Kukawa bestond uit twee verschillende steden die ongeveer een kilometer van elkaar verwijderd waren. De meeste mensen woonden in de westelijke stad (oppervlakte ongeveer 4 km²), waar ook de meeste handel werd uitgeoefend. De oostelijke stad omvatte hoofdzakelijk de paleizen van de sjeik, die de stad en het omliggende gebied regeerde.
In juli 2015 pleegden terroristen van Boko Haram aanslagen in de noordoostelijke staat Borno van Nigeria, waarbij tijdens een bestorming van deze plaats 97 mensen om het leven kwamen, onder wie vrouwen en kinderen.

## Klimaat
Kukawa heeft een warm woestijnklimaat (BWh volgens de classificatie van Köppen) met een gemiddelde temperatuur van 28,8° C.